# Banda de Sinaloa
Une banda sinaloense ou banda de sinaloa, appelée le plus souvent tout simplement banda, est un ensemble musical ou composé d'instruments à vent, parent des autres orchestres de type banda, dont les plus brillants représentants, qui sont aujourd'hui de véritables institutions culturelles, sont originaires de la ville de Mazatlán, dans l'état de Sinaloa, au Mexique. 
Jusque dans les années 1990, la musique de banda, encore que certaines ont accompagné des chanteurs traditionnels, était le plus souvent instrumentale. L'évolution de la plus célèbre d'entre elles, la Banda Sinaloense El Recodo de Don Cruz Lizárraga, très vite imitée par ses bandas parentes ou satellites, a transformé leur musique en un genre musical à très forte composante vocale, caractérisé par des duos ou des trios de chanteurs vedettes, dont les productions sont les œuvres les plus souvent écoutées à la radio ou téléchargées depuis les plateformes de divertissement en ligne, au Mexique.
Le répertoire des bandas de sinaloa s'appuie sur le répertoire de chants traditionnels et révolutionnaire mexicain, sur celui des mariachis et des auteurs de l'âge d'or du cinéma mexicain (corrido et ranchera), sur celui de la musique norteña (polka, mazurka, redova, chotis, cumbia), mais n'hésite pas à emprunter à d'autres genres populaires contemporains (bachata,  merengue, vallenato, fandango, rock, rap, reggaeton ou historiques (danzón, boléro), et produit, chaque année, de nombreuses créations originales.

## Histoire

### Origines

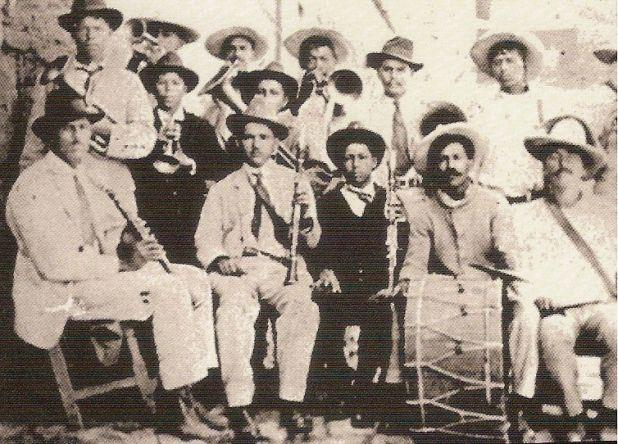
Banda de sinaloa.

Les bandas mexicaines sont des sœurs de leurs homologues bandas militaires étrangères qui existent depuis le XIVe siècle, et ont suivi, depuis l'époque coloniale, les mêmes processus de démocratisation de celles-ci l'histoire et la sociologie de la musique d'harmonie, sont, au fond, encore moins bien connues qu'au Mexique. L'originalité mexicaine réside dans le fait qu'elles ont intégré de multiples sources d'influence (indigènes, européennes d'origine savante, américaines commerciales ou populaire) pour déboucher sur la création d'une musique populaire, créative, profondément enracinée dans les multiples traditions populaires du pays, et ouverte à l'influence des autres musiques populaires ibéro-américaines, ibéro ou anglo-saxonnes.
L'expression « musica de banda » fait référence à divers genres de musique qui sont principalement interprétéesà la clarinette, à la flûte, à la trompette, et au trombone.
À la fin du XIXe siècle il existait dans chaque région du Mexique des fanfares qui jouaient dans les défilés des régiments militaires, dans les fêtes de village et ou lors processions religieuses. Les fanfares des états de Sinaloa, Jalisco, Zacatecas, Guanajuato, Morelos, Guerrero, et Oaxaca, notamment ont développé de multiples styles de musique pour ensembles de cuivres.

### XXesiècle
Les fanfares de l'État de Sinaloa adoptent les instruments à vent dotés de mécanisme à piston (clairon), au milieu des années 1880, dès lors furent intégrés dans les orchestres les cuivres comme les saxophones.
Vers la fin des années 1980, un certain nombre de musiciens ont expérimenté la fusion de la Musique de banda et de la musique sierreña mexicaine, de la musique de conjunto norteño ou de la musique pop urbaine. Porté par des artistes à succès comme le groupe Calibre 50, le sous-genre Sierreño-banda domine aujourd'hui les ventes des groupes de Musique norteña. La fusion donne lieu à des collaborations ou à des propositions originales comme celles de Diego Herrera qui mêle les codes de la charrería, du mariachi, du jaripeo, de la banda, du norteño et de la ballade pop,,.
Les années 1980, ont vu apparaître, dans le sud et le centre du Mexique (États de Jalisco, de Nayarit et de Guadalajara , le genre tecnobanda qui consiste à interpréter une musique qui ressemble fortement à la musique de banda, mais en remplaçant certains instruments traditionnels par des instruments électriques ou électroniques. Fortement concurrencée par le renouvellement du genre entrepris par des banda plus traditionnelles comme El Recodo, la popularité du tecnobanda a vacillé au Mexique dès le début des années 2000, mais reste vive dans le Sud-Ouest des États-Unis, où elle est représentée par des artistes comme Su Majestad Mi Banda El Mexicano De Casimiro Zamudio.
La popularité de la musique de banda, et les avantages économiques qu'elle procurent aux musiciens qui la pratiquent, a eu tendance à assêcher les ressources de certaines musiques traditionnelles comme le Tamborazo dont elle était, à l'origine, très proche, et à l'installer dans d'autres États mexicains que Sinaloa (notamment en Sonora et en Basse Californie), et en Californie, où elle est représentée par Chiquis Rivera.

## Caractéristiques

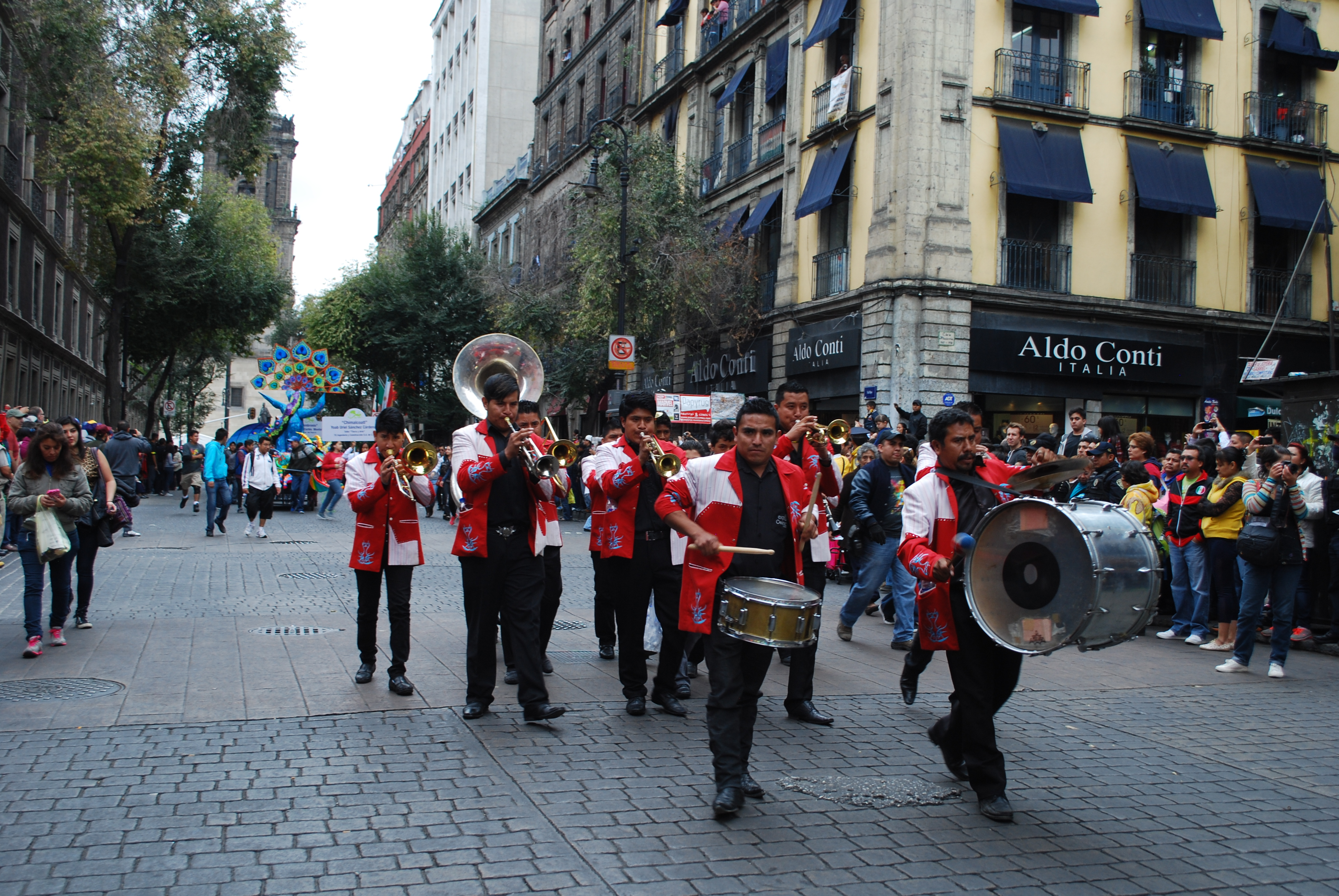
Banda Reflejo Sinaloense en 2015.

En règle générale, les ensembles sont recrutés localement et ils interprètent leur propre musique et leur propre répertoire. La formation des jeunes talents musicaux concerne essentiellement les bandas, qui ont vocation à l'encadrement des processions religieuses, ainsi que lors des représentations publiques et dans les concerts. Le banda est aussi un genre de musique populaire mexicaine. Les pièces de ce genre se caractérisent par leur instrumentalisation, en particulier par la ligne de basse donnée par le tuba et par l'utilisation d'instruments à vent (en laiton). Contrairement à la fanfare sud-américaine, qui préfère le son de big band, la banda de sinaloense mexicain conserve une sonorité propre au cuivres utilisés en Europe.
| Banda          | El Recodo                                   | Los Recoditos              | La Arrolladora Banda El Limón,    | La Explosiva Banda Maza,                                                                  |
| Directeur      | Luis Alfonso « Poncho » Lizarraga Lizarraga | Marco Figueroa             | - René Camacho - Fernando Camacho | - Jorge Lizárraga Martinez - José Cruz Lizárraga Torres - José Guillermo Lizarraga Garate |
| Instrument     | Musicien                                    | Musicien                   | Musicien                          | Musicien                                                                                  |
| Clarinette     | Carlos Alberto Montoya Velazquez            | Christian Oronia           | Carlos Camacho Tirado             | Federico Tirado Velázquez                                                                 |
| Clarinette     | Joel David Lizarraga Lizarraga              | Alejandro Osuna            | Juan Francisco Osuna Aramburo     | Jorge Eduardo Castillo Gutiérrez                                                          |
| Clarinette     | Jorge Alberto Lopez Montoya                 |                            | René Camacho                      | Juan Pablo Garate Lizarraga                                                               |
| Clarinette     | Luis Alfonso « Poncho » Lizarraga Lizarraga |                            |                                   |                                                                                           |
| Saxophone alto | Gabino Lopez Esquerra                       | Cristian Mora              | Luis Antonio Castillo Ibarra      | César Emilio Regalado De La Cruz                                                          |
| Saxophone alto | Gustavo Pimentel Leal                       | Cristian Sarabia           |                                   | Cristian David Martinez Pacheco                                                           |
| Tambora        | Victor Alfonso Sarabia Huitron              | Memo Garcia                | Salvador Aguilar Cruz             | Ramón Alberto Tirado Sánchez                                                              |
| Tarolas        | Josue Dueñas Mejia                          | Eduardo Medrano            | Víctor Manuel Castillo Ibarra     | Irvin Ariel Angulo Tabardillo                                                             |
| Trombone       | Luis Fernando Ibarra Gallardo               | Jair Aviles                | Roque Rene Lizarraga Bastidas     | Jorge Lizárraga Martinez                                                                  |
| Trombone       | Oscar Alvarez Otañez                        |                            | Edgar Nava Ulloa                  | José Cruz Lizárraga Torres                                                                |
| Trombone       |                                             |                            | Joel Montoya Velázquez            | César Everardo Fuerte León                                                                |
| Trompette      | Mario Alvarado Villaseñor                   | Horacio Nieves             | José Ramón Montoya Velásquez      | José Guillermo Lizarraga Garate                                                           |
| Trompette      | Jesús Abel Moreno Romero                    | Eduardo Medrano            | Ignacio Sánchez Plascencia        | Eduardo Rodríguez Garcia                                                                  |
| Trompette      | Jesus Omar Rodriguez Orrante                |                            |                                   | Luis Fabián Vargas Arriaga                                                                |
| Trompette      | José Cruz Lizarraga                         |                            |                                   |                                                                                           |
| Tuba           | Alfredo Herrejón Mejía                      | Freddy Murillo             | Candelario Urias Vázquez          | Néstor Daniel Reynaga Rodríguez                                                           |
| Voix           | Carlos Alberto Perez Lopez                  | Rafa González              | José Isidro Beltrán Cuen          | Diego Armando Félix Guerrero                                                              |
| Voix           | Jesus Geovanni Mondragon Vidriales          | Samuel Sarmiento Hernandez | Vincen Eder Melendres García      | José Manuel Miranda Martínez                                                              |
| Voix           |                                             | Eduardo Loaiza             | Esaúl García Morales,             | José Armando Lara Rojo                                                                    |
| Voix           |                                             | Marco Figueroa             |                                   |                                                                                           |

En raison de la popularité croissante du genre, de nombreux artistes mexicains de la musique pop ont commencé à réenregistrer leurs tubes dans des versions banda. L'exemple le plus significatif est celui de l'actrice et chanteuse mexicaine Thalía Ariadna Sodi Miranda, alias Thalía née à Mexico le 26 août 1971. Son nom est fortement lié à ce que les latino-américains appellent telenovela, ce qui l'a notamment rendu célèbre dans le monde entier. (Grandes Exitos con Banda, 2001), tout en interprétant la chanson mexicaine Nouveau classique pop (par exemple, La Banda el Recodo - Hommage à Juan Gabriel, 1997).